# UGM-27 폴라리스
UGM-27 폴라리스(영어: UGM-27 Polaris)는 미국이 최초로 개발한 잠수함 발사용 탄도 미사일(SLBM)이다.
영국 해군에는 폴라리스가 1968년부터 1990년까지 실전배치되었다. 소련 해군에는 R-21이 1963년에서 1989년까지, R-27이 1968년부터 1988년까지 실전배치되었다.
프랑스 해군은 수드 아비아시온이 1960년에 개발에 착수, 1971년 실전배치된 M1 미사일이 있다.

## 역사
폴라리스는 미국 해군의 제2격(second strike)을 위해 개발되었다. 제1격(first strike)을 위한 핵미사일의 CEP 오차 보다 더 커서, 훨씬 명중률이 낮다. 1950년대 구축함과 잠수함에서 발사하는 사거리 926 km 레굴루스 핵 순항 미사일을 대체했다. 1960년 1월 7일 플로리다주 케이프 커네버럴에서 폴라리스를 최초로 시험발사했다.
처음에는 폴라리스 B-3라고 불렸으나, 나중에 UGM-73A 포세이돈 C-3라고 이름을 바꾸었다.

## 폴라리스 A-1
폴라리스 초기형인 A-1은 1958년 9월 24일 케이프 커네버럴에서 최초발사되었다. 부분성공(partial success)했다. 10월 15일에 두번째 시험발사를 했다. 2단을 분리하는 과정에서 일부 실패했다.
최초의 실전배치 버전인 폴라리스 A-1은 사거리 1,900 km, 1개의 Mk 1 재진입장치에 1개의 W47-Y1 600 kt 수소폭탄을 탑재했다. 길이 8.7 m, 직경 1.4 m, 무게 13,100 kg, CEP 1,800 m, 2단 고체연료 미사일이다. 경하 배수량 5400톤급 USS 조지 워싱턴 (SSBN-598) 핵잠수함에 최초로 16발의 폴라리스 A-1이 실전배치되었다. 1960년에서 1966년까지 40대의 폴라리스 핵잠수함이 배치되었다.
| 비교     | 폴라리스 A-1     | 폴라리스 A-2     | 폴라리스 A-3     |
| 무게     | 13 톤            | 14.7 톤          | 15.87 톤         |
| 길이     | 28.5 ft (8.69 m) | 31 ft (9.45 m)   | 31 ft (9.45 m)   |
| 직경     | 54 인치 (1.37 m) | 54 인치 (1.37 m) | 66 인치 (1.67 m) |
| 사거리   | 2200 km          | 2800 km          | 4600 km          |
| 탄두중량 | 500 kg           | 500 kg           | 760 kg           |
| MIRV     | 1x 600 Kt        | 1x 600 Kt        | 3x 200 Kt        |

## 북한판 폴라리스
북한의 KN-11은 북한판 폴라리스로 볼 수 있다. KN-11은 R-27을 베낀 것인데, 1960년대부터 1980년대 말까지, 미국 해군은 폴라리스 A1, A2, A3를 사용했고, 이에 대응해 소련 해군은 R-21, R-27을 사용했다.
폴라리스(Polaris)는 북극성이란 뜻인데, 북한의 잠대지 미사일의 공식명칭도 북극성 1호와 북극성 3호이다.

## 이탈리아
이탈리아는 1975년 NPT에 가입하면서, 미국으로부터 수입하여 보유했던 잠수함 발사용 폴라리스 핵미사일을 폐기했다. 알파 로켓 참조

## 사용국가
영국
- 영국 해군

 미국
- 미국 해군

 이탈리아
- 이탈리아 해군

## 같이 보기
- 노동 1호 - 북한판 폴라리스
- 무수단 미사일 - 북한판 폴라리스
- R-21 - 소련판 폴라리스
- R-27 - 소련판 폴라리스
- JL-1 - 중국판 폴라리스